# STS-52
是历史上第五十一次航天飞机任务，也是哥倫比亞號太空梭的第十三次太空飞行。

## 任务成员
- 吉姆·威瑟比（Jim Wetherbee，曾执行、以及任务），指令长
- 迈克尔·贝克（Michael A. Baker，曾执行、以及任务），飞行员
- 查尔斯·维茨（Charles L. Veach，曾执行以及任务），任务专家
- 威廉·谢泼德（William M. Shepherd，曾执行、以及任务），任务专家
- 塔玛拉·杰尼根（Tamara E. Jernigan，曾执行、以及任务），任务专家
- 斯蒂芬·麦克林（Steven G. MacLean，加拿大宇航员，曾执行以及任务），有效载荷专家